# Дерьякулиев, Нурхаджи
Нурхаджи Дерьякулиев (1926 — ?) — бурильщик конторы бурения № 1 треста «Туркменбурнефть» Среднеазиатского совнархоза, Туркменской ССР. Герой Социалистического Труда (16.03.1965).

## Биография
Родился в 1926 году на территории Кара-Калинского района Туркменской ССР (ныне — Махтумкулийский этрап Балканского велаята Туркменистана). Туркмен.
В Великую Отечественную войну несовершеннолетнему Нурхаджи пришлось и учиться и трудиться после окончания школы фабрично-заводского обучения (ФЗО) в 1943 году.
Поступил работать в контору разведочного бурения треста «Туркменбурнефть» буровым рабочим. Позже работал помощником бурильщика, затем — бурильщиком, с 1959 года — оператором по добыче нефти и газа промысла № 2 НПУ «Кумлагнефть», с 1961 года — бурильщиком конторы бурения № 1 треста «Туркменбурнефть». На протяжении ряда лет его бригада являлась передовой в тресте, неоднократно выходила победителем в социалистическом соревновании среди нефтяников Туркменской ССР.
Указом Президиума Верховного Совета СССР от 16 марта 1965 года за выдающиеся заслуги в развитии сельского хозяйства, промышленности и науки Туркменской ССР Дерьякулиеву Нурхаджи присвоено звание Героя Социалистического Труда с вручением ордена Ленина и золотой медали «Серп и Молот».
С 1970 года работал оператором по добыче нефти и газа районной инженерно-технологической службы (РИТС) нефтегазодобывающего управления (НГДУ) «Лениннефть» до выхода на пенсию в 1979 году.
Последнее время проживал в городе Красноводске (с 1996 года — Туркменбаши).
Награждён орденом Ленина (16.03.1965), медалями.

## Награды
- Золотая медаль «Серп и Молот» (16.03.1965);
- орден Ленина (16.03.1965)
- Медаль «В ознаменование 100-летия со дня рождения Владимира Ильича Ленина»
- Медаль «За доблестный труд в Великой Отечественной войне 1941—1945 гг.»
- медалями Выставки достижений народного хозяйства
- и другими
- отмечен Грамотами и дипломами.